# 2089 Cetacea
2089 Cetacea este un asteroid din centura principală, descoperit pe 9 noiembrie 1977 de Norman Thomas.